# Yulia Karimova
Yulia Karimova (russo:  Юлия Закировна Каримова; IPA: [ˈjʉlʲɪɪ̯ə kɐˈrʲiməvə]; Ijevsk, 22 de abril de 1994) é uma atiradora esportiva russa, medalhista olímpica.

## Carreira
Karimova participou dos Jogos Olímpicos de Verão de 2020 em Tóquio, onde participou da prova de carabina de ar 10 m em duplas mistas ao lado de Sergey Kamenskiy, conquistando a medalha de bronze como representante do Comitê Olímpico Russo.